# دهستان باغان
 باغان ، روستایی از توابع دهستان کورده و بخش محمله شهرستان خنج در استان فارس است.

## جمعیت
براساس سرشماری سال ۱۳۸۵ جمعیت دهستان باغان ۴۳ نفر (۶خانوار) بوده است.